# Alafia
Alafia è un comune rurale del Mali facente parte del circondario di Timbuctù, nella regione omonima.